# Karol Kučera
Karol Kučera (Bratislava, Slovačka, 4. ožujka 1974.) je bivši slovački tenisač. 

## Teniska karijera
Kučera je profesionalnu tenisku karijeru započeo 1992. godine te je bio član čehoslovačke teniske reprezentacije. Već sljedeće godine kvalificirao se na Roland Garros, svoj prvi Grand Slam.
12. lipnja 1995. osvojio je prvi ATP naslov u nizozemskom Rosmalenu pobijedivši u finalu švedskog predstavnika Andersa Järryda. Na OI u Atlanti 1996., poražen je u drugom kolu od Andrea Agassija, kasnijeg olimpijskog pobjednika.
Najboljom teniskom godinom smatra se 1998. kada je osvajao turnire u Sydneyju i New Havenu preko Tima Henmana odnosno Gorana Ivaniševića. Od ostalih turnira, Kučera je sa sunarodnjakinjom Karinom Habšudovom osvojio Hopmanov kup, prvi u slovačkoj teniskoj povijesti. Tu je i polufinale Australian Opena što mu je najbolji rezultat na Grand Slamu. U četvrtfinalu tog turnira pobijedio je branitelja naslova Petea Samprasa dok je u polufinalu poražen od kasnijeg pobjednika Petra Korde. Te godine ostvario je svoj najbolji plasman karijere, šesto mjesto.
U igri parova, Kučera je u karijeri nastupio u četiri finala od čega su dva igrana u Umagu.
Nakon što je 4. listopada 1999. osvojio turnir u Baselu, karijera Karola Kučere krenula je silaznom putanjom nakon ozljede ruke i desnog zgloba ali i kasnijih ozljeda. 2003. godine slovački tenisač osvaja svoj posljednji ATP turnir u Kopenhagenu.
Posljednji značajniji doprinos, Kučera je dao slovačkoj teniskoj reprezentaciji na Davis Cupu 2005. godine. U finalu igranom u Bratislavi, Karol je izgubio u prvom meču protiv Ivana Ljubičića. U konačnici je Hrvatska postala novi Davis Cup prvak, svladavši domaćina s tijesnih 3:2. Nakon tog neuspjeha, Kučera je objavio prekid teniske karijere.

## ATP finala

### Pojedinačno (6:6)
| Ishod   | Datum               | Turnir               | Podloga         | Protivnik           | Rezultat                       |
| ------- | ------------------- | -------------------- | --------------- | ------------------- | ------------------------------ |
| Poraz   | 28. kolovoza 1994.  | Umag, Hrvatska       | zemlja          | Alberto Berasategui | 2–6, 4–6                       |
| Pobjeda | 12. lipnja 1995.    | Rosmalen, Nizozemska | trava           | Anders Järryd       | 7–6(7), 7–6(4)                 |
| Poraz   | 22. lipnja 1997.    | Nottingham, Engleska | trava           | Greg Rusedski       | 4–6, 5–7                       |
| Pobjeda | 13. listopada 1997. | Ostrava, Češka       | tepih (dvorana) | Magnus Norman       | 6–2, odus.                     |
| Poraz   | 20. srpnja 1997.    | Stuttgart, Njemačka  | zemlja          | Alex Corretja       | 2–6, 5–7                       |
| Pobjeda | 12. siječnja 1998.  | Sydney, Australija   | beton           | Tim Henman          | 7–5, 6–4                       |
| Poraz   | 26. srpnja 1998.    | Stuttgart, Njemačka  | zemlja          | Gustavo Kuerten     | 6–4, 2–6, 4–6                  |
| Pobjeda | 17. kolovoza 1998.  | New Haven, SAD       | beton           | Goran Ivanišević    | 6–4, 5–7, 6–2                  |
| Poraz   | 18. listopada 1998. | Beč, Austrija        | tepih (dvorana) | Pete Sampras        | 3–6, 6–7(3), 1–6               |
| Pobjeda | 4. listopada 1999.  | Basel, Švicarska     | tepih (dvorana) | Tim Henman          | 6–4, 7–6(10), 4–6, 4–6, 7–6(2) |
| Poraz   | 5. siječnja 2003.   | Chennai, Indija      | beton           | Paradorn Srichaphan | 3–6, 1–6                       |
| Pobjeda | 24. veljače 2003.   | Kopenhagen, Danska   | beton (dvorana) | Olivier Rochus      | 7–6(4), 6–4                    |

### Parovi (0:4)
| Ishod | Datum               | Turnir                | Podloga         | Partner        | ProtivniCI                       | Rezultat |
| ----- | ------------------- | --------------------- | --------------- | -------------- | -------------------------------- | -------- |
| Poraz | 28. kolovoza 1994.  | Umag, Hrvatska        | zemlja          | Paul Wekesa    | Diego Pérez Francisco Roig       | 2–6, 4–6 |
| Poraz | 20. listopada 1996. | Ostrava, Češka        | tepih (dvorana) | John Krošlák   | Sandon Stolle Cyril Suk          | 6–7, 3–6 |
| Poraz | 27. srpnja 1997.    | Umag, Hrvatska        | zemlja          | Dominik Hrbaty | Dinu Pescariu Davide Sanguinetti | 6–7, 4–6 |
| Poraz | 9. kolovoza 1998.   | Amsterdam, Nizozemska | zemlja          | Dominik Hrbaty | Jacco Eltingh Paul Haarhuis      | 3–6, 2–6 |

## Vanjske poveznice
- Profil tenisača na ATP World Tour.com